# 호렌 오가네샨
호렌 게오르기예비치 오가네샨(Khoren Georgijević Oganesian, 아르메니아어: Խորեն Հովհաննիսյան, 1955년 1월 10일 ~ )은 소련의 전 축구 선수로, 포지션은 미드필더였으며 소련 축구 국가대표팀의 구성원이었다.
선수 생활의 대부분을 FC 아라라트 예레반에서 보냈으며 2003년 11월 UEFA 주빌리 어워드 시상식에서 아르메니아 축구 협회가 선정한 지난 50년간 가장 뛰어난 활약을 펼친 선수에 선정되었다.
FC 아라라트 예레반 이외에 아라브키르 예레반(Arabkir Yerevan), FC 파흐타코르 타슈켄트, 호메네트멘 예레반(Homenetmen Yerevan, 지금의 FC 퓨니크의 전신), FC 퓨니크에서 활약했으며 소련 축구 국가대표팀에서는 1979년부터 1984년까지 34경기에서 6골을 기록하였다.